# Lilla Brännholmen, Salo
Lilla Brännholmen är en ö i Finland. Den ligger i Skärgårdshavet och i kommunen Salo i den ekonomiska regionen  Salo i landskapet Egentliga Finland, i den sydvästra delen av landet. Ön ligger omkring 56 kilometer sydöst om Åbo och omkring 110 kilometer väster om Helsingfors.
Öns area är 0,3 hektar och dess största längd är 100 meter i sydväst-nordöstlig riktning.